# Valls
Valls è un comune spagnolo di circa 25 000 abitanti situato nella comunità autonoma della Catalogna. Valls è il capoluogo dell'Alt Camp; si trova a 19 km da Tarragona, non distante dalle spiagge della Costa Dorata.

## Monumenti
La città conserva la sua caratteristica medievale, anche se la cinta muraria è scomparsa, le strade tracciate al suo posto ne ricordano il nome. Da non perdere le vestigia del vecchio quartiere ebreo. Da menzionare inoltre sono:
- la Chiesa di san Giovanni Battista: codesta chiesa, in stile tardo gotico, possiede una facciata rinascimentale. Fu ricostruita in seguito alla guerra civile. Accoglie un grande retablo barocco e l'altare di Sant Aleix (1769).
- la Cappella del Roser: essa possiede due meravigliosi soffitti di azulejos verniciati risalenti al 1605, in cui sono raffigurate scene della battaglia di Lepanto.
- il Santuario della Madre di Dio del Lledó: compatrona della città, la sua immagine, probabilmente del sec. XIV, fu ritrovata secondo la tradizione nell'anno 1366. La statua è gotica, d'alabastro con resti di policromia.

## Amministrazione

### Gemellaggi
La città è gemellata con:
- Andorra la Vella, Andorra
- Settimo Torinese, Italia
- Saint-Cyr-sur-Loire, Francia